# دیتزهولتزتال
دیتزهولتزتال (به آلمانی: Dietzhölztal) یک شهر در آلمان است که در لان-دیل واقع شده‌است. دیتزهولتزتال ۶٬۱۵۷ نفر جمعیت دارد.